# ナノリソグラフィ
ナノリソグラフィ (Nanolithography) はナノテクノロジーの一分野で原子から約100 nmの規模のナノメートルスケールの構造体やパターンの形成に用いられる。ナノリソグラフィは最先端の半導体集積回路（ナノ電子回路）やナノ電気機械システム (NEMS) の製造で活用される。
2015年時点においてナノリソグラフィは学術と産業分野において活動の盛んな領域である。

## 光学リソグラフィ
光学リソグラフィは半導体製造で培われたパターン形成技術で100nm以下のパターン形成には短波長の紫外光(現在は193 nm)を用いる。光学リソグラフィでは解像度を高める為に液浸の使用が必須で位相シフトマスク(PSM)、光学近接効果補正(OPC)を32 nmの領域で使用する。多くの専門家は従来の光学リソグラフィ技術は採算がとれるのは費用対効果で22 nmまでという見通しである。これ以降は次世代リソグラフィ(NGL)に代替されるかもしれない。2012年のSPIE先進的リソグラフィの会合で解像度2 nmのハーフピッチ線幅の量子光学リソグラフィが発表された。ナノリソグラフィの応用分野は: 電界効果トランジスタ(FET)のようなマルチゲート素子、量子ドット、ナノワイヤ、回折格子、回折レンズとフォトマスク、ナノ電子機械システム(NEMS)或いは半導体 集積回路 (ナノ電子回路) である。
ナノリソグラフィの用途
- FETの小型化
- 表面ゲート型量子素子
- 量子ドット
- ナノ導線
- 回折格子
- ゾーンプレート
- フォトマスク作成

## 他のナノリソグラフィ技術
- X線リソグラフィ（英語版）は短波長1 nmの光源を露光に使用する事により解像度を15 nmが可能である。これは近接露光法によって実現される。この技術はバッチプロセスの拡大のために開発された。この手法をフレネル回折内の近接場X線で展開する事によって:"極限状態"までウエハーに近接することによって鮮明にマスクのパターンが"縮小される"。この状態はマスクとウエハー間の隙間と鮮明なマスクのパターンと波長の寸法の両方に依存すると認識される。この方法はレンズを必要としないので単純である。
- 多重露光はリソグラフィの工程でピッチの解像度を高める為に同じ層で予め露光した後、もう一度露光する方法である。これはどの露光やパターン形成技術にも追加する事が出来るので柔軟性がある。適用できる大きさはエッチングはリソグラフィ技術ではないエッチングや側壁スペーサによって縮小される。32nm以降の工程から市販のマイクロプロセッサの製造に使用される。 "多重露光"は次世代リソグラフィ技術が実用化されるまでのつなぎとして使用が期待される。
- 光学マスクレス リソグラフィ これは反射光で直接描画する為にデジタルミラーアレイを使用することでマスクが不要とする。生産性は低いがどの世代でも高騰し続けるマスクに関連する費用を削減できるので研究室のように最先端の回路で少量生産の事例においてはこのようなシステムの方が費用対効果に優れるので生産性は懸念事項にはならない。
- 最も普及したナノリソグラフィ技術は電子線直接描画リソグラフィ (EBDW)で電子ビームを使用して一般的にはPMMAのような高分子のフォトレジストにパターンを形成する。
- 極端紫外線リソグラフィExtreme ultraviolet lithography(EUV)は長短波長の紫外光(13.5 nm)を使用した光学リソグラフィである。次世代リソグラフィ技術で最も普及すると考えられる。
- 多光子リソグラフィ（英語版） 単一ナノ粒子のレーザープリント光子力でナノ粒子を移動してファンデルワールス力で所定の位置に固定する手法である。この技術は表面プラズモンが大きいのでプリントが容易な金属のナノ粒子で直列と並列の両方で印刷できる事が実証された。[2] [3]
- 励起された粒子リソグラフィ(Charged-particle lithography)はイオンビームリソグラフィや電子線リソグラフィ(PREVAIL, SCALPEL, LEEPL)と同様に超高解像度のパターン形成が可能である。イオンビームリソグラフィ（英語版）は高エネルギーの(He+のような)軽イオンを集束イオンビームまたは太いビームで表面にパターンを転写する。イオンビームプロミティリソグラフィIon Beam Proximity Lithography (IBL)を使用する事によりナノスケールのパターンを平坦ではない表面に転写可能である。[4]
- 中性粒子リソグラフィNeutral Particle Lithography(NPL)は高エネルギーの中性粒子の太いビームで表面にパターンを転写する。[5]
- ナノインプリント リソグラフィ (NIL)はステップアンド露光転写リソグラフィの派生型でLISAとLADIがナノパターン転写技術を約束する。この技術は接触リソグラフィ（英語版）と冷間溶接（英語版）の組み合わせである。
- 走査プローブリソグラフィ（英語版） (SPL) は深ナノメートルスケールでのパターン形成を約束する機材で走査型トンネル顕微鏡(STM)の探針で直接原子を移動して固定する。
- AFMナノリソグラフィ（英語版） (AFM)原子間力顕微鏡を使用して化学機械的に表面にパターンを形成する技術である。[6]
- 熱化学ナノリソグラフィ（英語版）(TCNL) は原子間力顕微鏡の技術を基にした技術で加熱された探針を使用してナノスケールでの化学反応を活性化する。たんぱく質の群列やDNA、黒鉛状ナノ構造体、PPV ナノワイヤや圧電素子の群列を生成する為に使用された。[7]
- 磁力線リソグラフィ（英語版）(ML)は磁場を基板上に磁性体の"マグネティック マスク"と称する金属製のマスクで遮ってパターンを形成する。 マグネティックマスクはフォトマスクに相当し印加される磁場の空間分布と形状を定義する。第2の構成要素は磁性体ナノ粒子(フォトレジストに相当する)で基板上にマグネティックマスクによって形成された磁場によって形成される。